# Måre
Måre är en tätort i Nyborgs kommun i Region Syddanmark i Danmark. Tätorten har 518 invånare (2024). Den ligger på Fyn, cirka 12,5 kilometer sydväst om Nyborg.